# Heliconius metella
Heliconius metella är en fjärilsart som beskrevs av Heinrich Neustetter 1932. Heliconius metella ingår i släktet Heliconius och familjen praktfjärilar. Inga underarter finns listade i Catalogue of Life.